# Yardımlı (Rayon)
Yardımlı ist ein Rayon im Süden Aserbaidschans. Die Hauptstadt des Bezirks ist die Stadt Yardımlı. Der Bezirk grenzt im Westen an Iran.

## Geografie

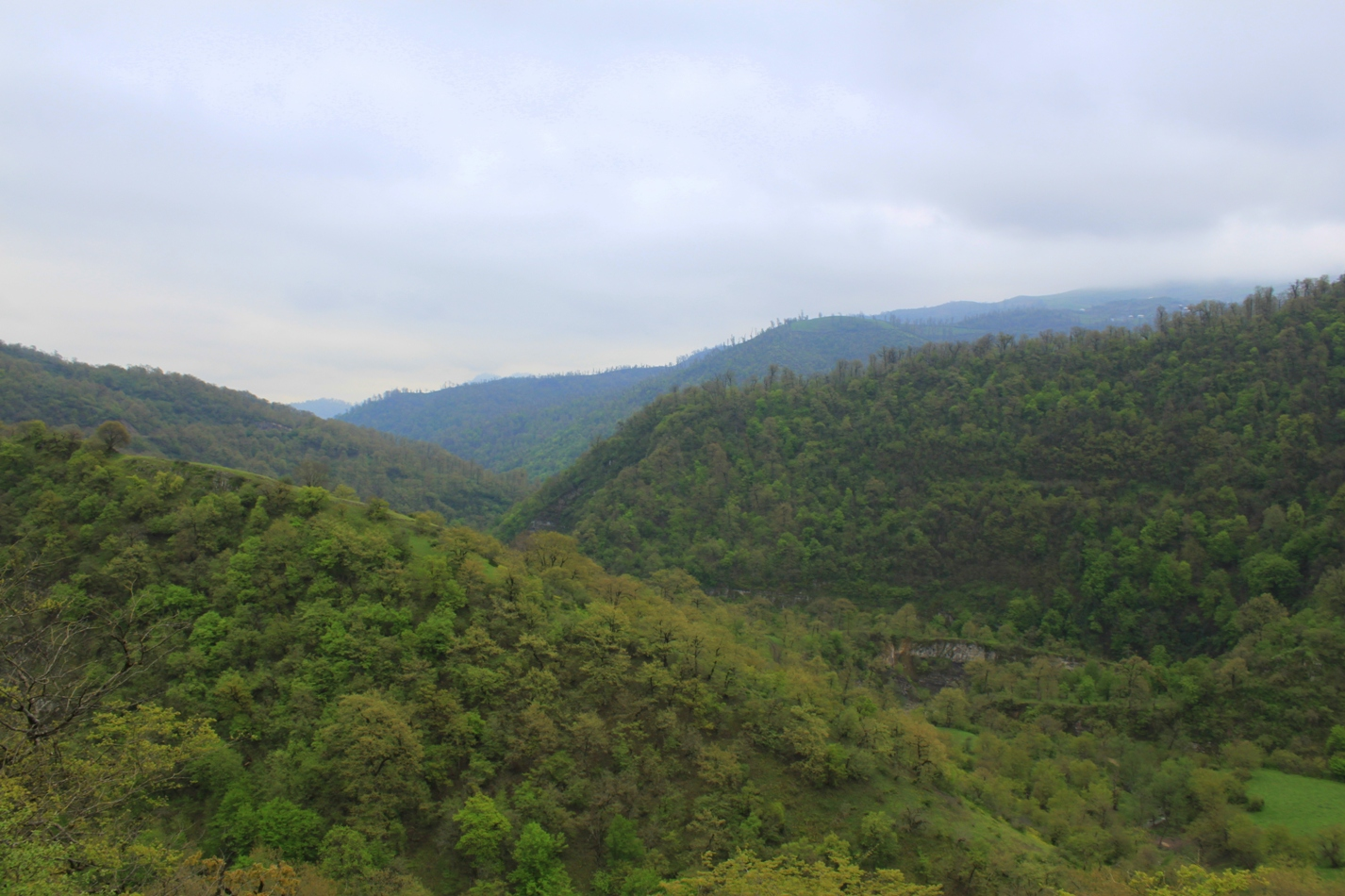
Landschaft in Yardımlı

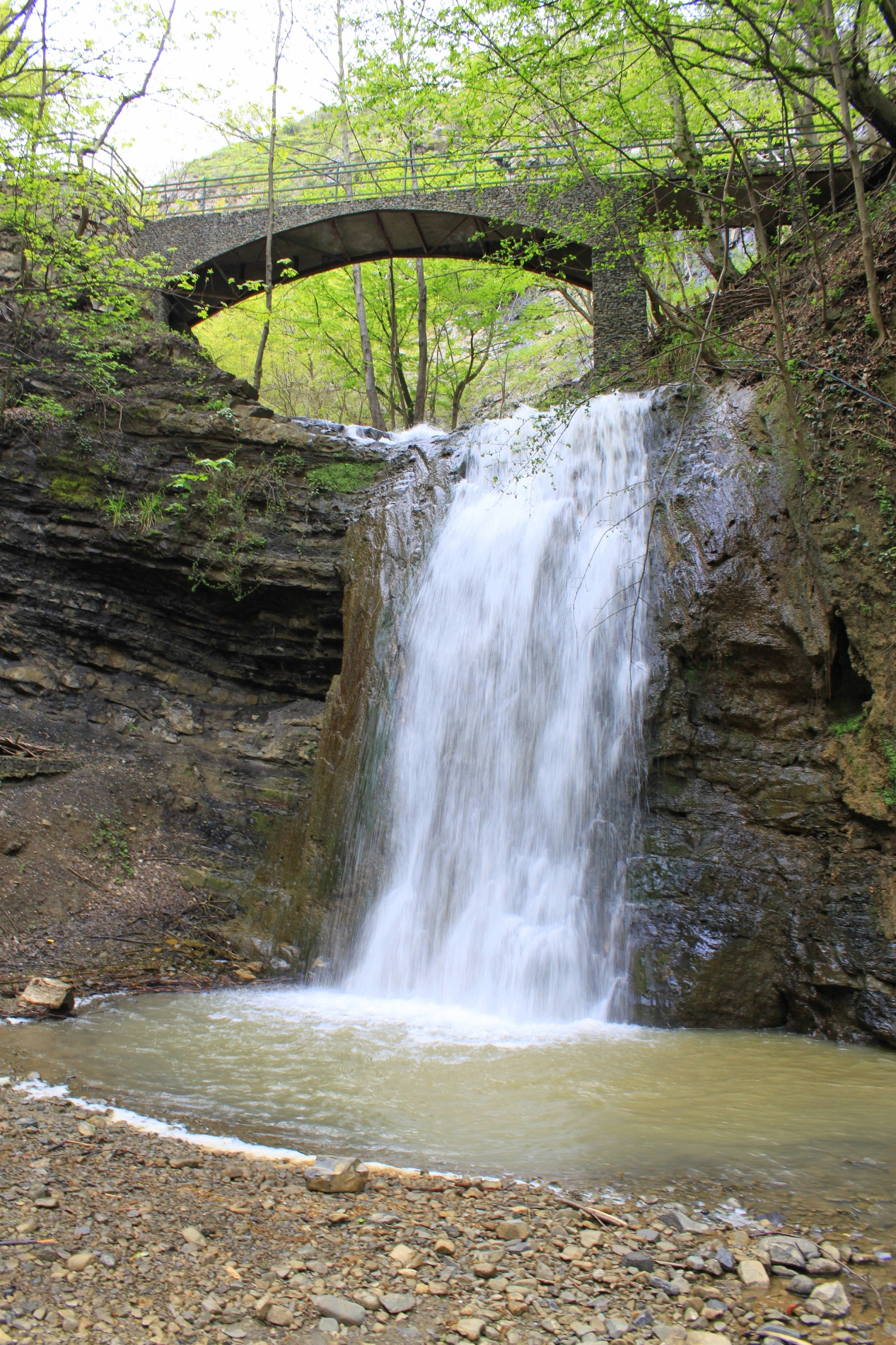
Wasserfall in Yardımlı

Der Bezirk hat eine Fläche von 667 km². Die Landschaft gehört zum Talysch-Gebirge.

## Bevölkerung
Im Rayon leben 68.800 Einwohner (Stand: 2021). 2009 betrug die Einwohnerzahl 57.900. Diese verteilen sich auf 87 Siedlungen.

## Wirtschaft
Die Region ist landwirtschaftlich geprägt. Es wird Gemüse, Tabak, Kartoffeln und Getreide angebaut sowie Schafe gezüchtet. Früher wurde vor allem Wein angebaut. Heute macht der Anbau und die Verarbeitung des Tabaks in den Zigarettenfabriken den wichtigsten Wirtschaftszweig aus.

## Kultur
Im Dorf Alar gibt es eine Reihe alter Türme.